# Ikeyamada Gō
Ikeyamada Go (池山田 剛 Ikeyamada Gō, Trì Sơn Điền Cương) là một mangaka người Nhật Bản. Phần lớn các tác phẩm của bà là các manga dành cho thiếu nữ (shōjo). Tác phẩm đầu tay của bà là truyện Get Love!! Field no Ōji-sama đăng năm 2002 trên tạp chí Shōjo Comic. Phần lớn các tác phẩm của bà có nội dung rõ ràng, dứt khoát và vì vậy chúng hướng đến nhóm độc giả là những thanh thiếu niên trẻ.

## Tác phẩm
- (2003) Ookami Nanka Kowaikunai!? (オオカミなんかコワくないっ!?), còn được biết với cái tên tiếng Anh Who is afraid of Wolves !?[1].
- (2003) Get Love!! Field no Ōji-sama (ＧＥＴ ＬＯＶＥ！！ ～フィールドの王子さま～?)[1].
- (2005) Moe Kare!! (萌えカレ!!?)[1], được xuất bản ở Việt Nam với cái tên Bạn trai nổi bật.
- (2005) Who is Afraid of Valentine Day!? (ヴァレンタインなんかコワくないっ!? Valentine Nanka Kowakunai!??).
  - Là một phiên bản mới của truyện "Ōkami Nanka Kowaikunai!?"
- (2006) Shōnen x Cinderella (少年ｘシンデレラ?).
- (2006) Uwasa no Midori-kun!! (うわさの翠くん!!?)[1].
- (2007) Raburī Banchō (?) còn được biết tới với cái tên tiếng Anh Lovely Guardian.
- (2008) Suki desu Suzuki-kun!! (好きです鈴木くん!!?) còn được biết tới với cái tên tiếng Anh I like you Suzuki-kun!! và tên Việt hoá là Tớ thích cậu, Suzuki!!
- (2009) Megane ~Hazushite mo Ii Desu ka?~ (メガネ〜はずしてもいいですか？?)
  - Một bộ truyện tranh được biên soạn với 7 tác giả khác.
- (2011) Hōkago, Kimi to Koi o Shite (放課後、キミと恋をして。?)
  - Một bộ truyện tranh được biên soạn với 6 tác giả khác.
- (2012) Kobayashi ga Kawai Sugite Tsurai!! (小林が可愛すぎてツライっ!!?)
  - Câu chuyện kể về cuộc hoán đổi vị trí của hai anh em và những phép màu tình yêu đang chờ đợi họ.
- (2013) Chu Shichatta!?... Tomodachi to! (チューしちゃった！？…トモダチと！?)
  - Một bộ truyện tranh được biên soạn với 6 tác giả khác.
- (2016) Sekai wa Nakajima ni Koi wo Suru!! (世界は中島に恋をする!!?)
- (2018) DOUKYUUSEI! ZUTTO KIMI GA SUKI DATTA (ずっとキミがスキだった!!?)